# Auricularia
Auricularia Bull. (uszak) – rodzaj grzybów z rodziny uszakowatych (Auriculariaceae).

## Cechy charakterystyczne
Nadrzewne grzyby saprotroficzne i pasożytnicze powodujące białą zgniliznę drewna. Bazydiokarpy klapowate i podobne do małżowiny ucha ludzkiego, o konsystencji galaretowato-chrząstkowatej, często trochę łykowatej, po wyschnięciu rogowate. Dolna strona gładka do falistej, pokryta hymenium. Wysyp zarodników biały, bazydiospory nieamyloidalne, cylindryczno-zakrzywione, gładkie, bez pory rostkowej. Podstawki podzielone poprzecznie (fragmobazydia), z czterema długimi sterygmami.

## Systematyka i nazewnictwo
Pozycja w klasyfikacji według Index Fungorum: Auriculariaceae, Auriculariales, Auriculariomycetidae, Agaricomycetes, Agaricomycotina, Basidiomycota, Fungi.
Synonimy naukowe: Auricula Battarra ex Kuntze, Auricularia Bull. ex Juss.,
Auriculariella (Sacc.) Clem., Conchites Paulet, Traité Champ., Hirneola Fr., Laschia subgen. Auriculariella Sacc., Oncomyces Klotzsch, Patila Adans., Seismosarca Cooke.
Nazwę polską podał Franciszek Błoński w 1968 r. W polskim piśmiennictwie mykologicznym rodzaj ten opisywany był też jako ucho (przez Władysława Wojewodę w 1977 r.).
Niektóre gatunki
Auricularia angiospermarum Y.C. Dai, F. Wu & D.W. Li 2015
- Auricularia auricula-judae (Bull.) Quél. 1886 – uszak bzowy
- Auricularia cornea Ehrenb. 1820
- Auricularia delicata (Fr.) Henn. 1893
- Auricularia fuscosuccinea (Mont.) Henn. 1893
- Auricularia mesenterica (Dicks.) Pers. 1822 – uszak skórnikowaty
- Auricularia nigricans (Sw.) Birkebak, Looney & Sánchez-García – uszak gęstowłosy
- Auricularia peltata Lloyd 1922
- Auricularia sordescens Ces. 1879

Wykaz gatunków i nazwy naukowe na podstawie Index Fungorum. Obejmuje on wszystkie gatunki występujące w Polsce (2) i niektóre inne. Nazwy polskie według Władysława Wojewody.

## Zastosowanie
Auricularia to grzyby jadalne, w Azji bardzo popularne, a niektóre gatunki to grzyby uprawne, uprawiane głównie w Azji. Na Filipinach mają nazwę „ten-gang daga”, w Malezji, mù’e˘ rin w Chinach i Ki-kuragi w Japonii. W 2020 r. w Chinach produkcja grzybów wyniosła około 1 miliona ton, a Auricularia zajmują drugie miejsce w ilości wyprodukowanych tam grzybów. Auricularia z Azji sprowadzane są do Europy, w tym do Polski i serwowane w niektórych restauracjach kuchni azjatyckiej. Grzyby te w Azji uważane są za grzyby lecznicze, wykorzystywane są także do innych celów. Produkuje się z nich substytuty skóry i tekstyliów, melanina ekstrahowana z Aurcularia jest naturalnym składnikiem kosmetyków. Prowadzone są badania naukowe nad przydatnością grzybni uszaka bzowego do biodegradacji tworzyw sztucznych.